# Tokyo Revengers
Tokyo Revengers (東京卍リベンジャーズ?, Tokyo Ribenjazu) è un manga scritto e disegnato da Ken Wakui, e serializzato dalla Kōdansha su Weekly Shōnen Magazine dal 1º marzo 2017 al 16 novembre 2022. La versione italiana è stata pubblicata da Edizioni BD sotto l'etichetta J-Pop dal 3 febbraio 2021 al 29 novembre 2023.

## Trama
Takemichi Hanagaki è un ventiseienne che vive un trauma per la morte di Hinata Tachibana, che oltre a essere una sua grande amica era anche stata il suo primo vero amore. Non intraprende nella sua vita nessun'altra relazione amorosa, finendo ad alloggiare in uno stabile estremamente malmesso e a svolgere un lavoro che non sopporta. Dopo essere stato spinto contro un treno in corsa, scopre che invece del suo decesso si è verificato un incredibile viaggio indietro nel tempo, capace di riportarlo a prima della morte di Hinata. Lo scopo dell'esistenza di Takemichi diventa così proteggere Hinata, pur sapendo che ciò risulterà particolarmente difficile: la ragazza era stata infatti uccisa in seguito ad una rappresaglia da alcuni giovani criminali, e l'unico modo per impedire il fatto è diventare più "potente" di loro.

## Personaggi

Draken, Mikey e Takemichi

Takemichi Hanagaki (花垣 武道?, Hanagaki Takemichi)
Doppiato da: Yūki Shin(ed. giapponese), Stefano Pozzi (ed. italiana)
Protagonista delle vicende, ventiseienne vergine che lavora part-time in un negozio di noleggio film. Un giorno vedendo il telegiornale scopre che la sua ragazza ai tempi delle medie, Hinata Tachibana, è morta durante un attentato della Tokyo Manji Gang (o Toman), venendo uccisa da questa. Takemichi cadendo dalle rotaie si rende conto che può viaggiare nel tempo ai tempi delle medie stringendo la mano a Naoto Tachibana, fratello di Hinata, e si dà così l'obiettivo di salvare la ragazza entrando nella Tokyo Manji Gang e, soprattutto, nelle grazie del comandante Manjiro Sano. Con il passare del tempo diventa un membro molto importante della Toman e riesce addirittura a ricoprire il ruolo di capitano della prima divisione diventando grandissimo amico di Chifuyu Matsuno, vice capitano della prima divisione, in seguito Takemichi diventa anche l'undicesimo presidente dei Black Dragons. Viene soprannominato "Takemicchi" (Takemitchy nell'anime) dai membri della Toman. Takemichi ha i capelli neri nel presente e biondi tinti nel passato.
Hinata Tachibana (橘 日向?, Tachibana Hinata)
Doppiata da: Azumi Waki (ed. giapponese), Chiara Leoncini (ed. italiana)
Hinata è una ragazza molto solare e gentile, disposta a tutto pur di proteggere il suo amato Takemichi, nel presente viene uccisa dalla Toman ed è la sua morte il fulcro della storia. Ha i capelli castani corti e gli occhi chiari. Ha un fratello più piccolo di lei, Naoto.
Naoto Tachibana (橘 直人?, Tachibana Naoto)
Doppiato da: Ryōta Ōsaka (ed. giapponese), Mana Hirata (ed. giapponese, da bambino), Davide Fumagalli (ed. italiana) e Elisa Giorgio (ed. italiana, da bambino)
Naoto Tachibana si presenta come un uomo normale ed è grazie a lui che Takemichi può viaggiare indietro nel tempo di 12 anni, infatti stringendo la mano a quest'ultimo avviene il salto temporale. È la prima persona a cui Takemichi rivela il suo potere e diventa un poliziotto sotto suo consiglio, assieme al protagonista forma un duo che è disposto a tutto pur di salvare Hina. Ha i capelli neri e gli occhi chiari.

### Amici di Takemichi
Atsushi Sendō (千堂 敦?, Sendō Atsushi) soprannominato Akkun (アッくん?)
Doppiato da: Takuma Terashima (ed. giapponese), Davide Farronato (ed. italiana)
Takuya Yamamoto (山本 タクヤ?, Yamamoto Takuya)
Doppiato da: Yūya Hirose (ed. giapponese), Ivan Spada (ed. italiana)
Makoto Suzuki (鈴木 マコト?, Suzuki Makoto)
Doppiato da: Shunsuke Takeuchi (ed. giapponese), Alessandro Pili (ed. italiana)
Kazushi Yamagishi (山岸 一司?, Yamagishi Kazushi)
Doppiato da: Shouta Hayama (ed. giapponese), Gabriele Zunino (ed. italiana)

### Fondatori della Tokyo Manji Gang

Bandiera della Tokyo Manji Gang

Manjirō Sano (佐野 万次郎?, Sano Manjirō) soprannominato Mikey (マイキー?, Maikī)
Doppiato da: Yū Hayashi , Ai Fairouz (da bambino) (ed. giapponese), Mosè Singh e Giulia Maniglio (da bambino) (ed. italiana)
È il capo della Toman (nonché uno dei sei fondatori). È un ragazzo basso con i capelli biondi raccolti all'indietro, dai modi molto infantili, si rivela però presto un grande combattente e un grande leader. Aveva un fratello maggiore chiamato Shinichiro, fondatore di una banda di motociclisti a sua volta (i Black Dragons), ucciso da Kazutora Hanemiya. Mikey diventa molto amico di Takemichi nella storia, rivedendo moltissimo suo fratello in lui. Ha anche una sorellastra chiamata Emma, innamorata di Draken, suo migliore amico e vice-comandante della Toman. Una volta superato l'arco narrativo della Tenjiku, Manjiro scioglie la Toman, dato che essa ha ormai raggiunto il suo obiettivo, ovvero diventare la più grande gang del Giappone. Nel futuro Mikey prende una brutta strada diventando un vero e proprio gangster a capo di un'organizzazione criminale di nome Bonten la quale ha commesso ogni tipo di reato.
Ken Ryūgūji (龍宮寺 堅?, Ryūgūji Ken) soprannominato Draken (ドラケン?, Doraken)
Doppiato da: Tatsuhisa Suzuki (st. 1), Masaya Fukunishi (st. 2+), Shizuka Ishigami (da bambino) (ed. giapponese), Federico Zanandrea e Patrizia Mottola (da bambino) (ed. italiana)
Uno dei sei membri fondatori della Toman, nonché vice-comandante. Ha i capelli biondi rasati ai lati, raccolti in una lunga treccia e ha un drago tatuato sulla tempia. Lui e Mikey sono migliori amici, conoscendosi sin dalle elementari, e nonostante litighino in continuazione riescono sempre a riappacificarsi. Draken è molto alto per la sua età, e inoltre ha una forza fuori dal comune tanto da far fuori più nemici da solo. Nello scontro del 3 agosto tra la Toman e la Moebius viene accoltellato da Kiyomasa, ma riesce a sopravvivere grazie all'aiuto di Takemichi.
Keisuke Baji (場地 圭介?, Baji Keisuke)
Doppiato da: Masaaki Mizunaka (ed. giapponese), Ezio Vivolo (ed. italiana).
Baji è uno dei sei membri fondatori della Toman e ex capitano della prima divisione, è un ragazzo con i capelli neri molto lunghi, molto amico di Kazutora Hanemiya, assieme a lui decide di rubare la moto che Mikey voleva dal negozio di Shinichiro, il furto è finito in tragedia, con l'uccisione del fratello di Mikey da parte di Kazutora, che è finito in riformatorio per questo. Uno dei suoi migliori amici è Chifuyu Matsuno, vice capitano della prima divisione, che picchia in modo violento facendogli molto male per entrare nella Valhalla, questa sua decisione è stata fatta per indagare su Tetta Kisaki.
Takashi Mitsuya (三ツ谷 隆?, Mitsuya Takashi)
Doppiato da: Yoshitsugu Matsuoka, Andrea Colombo Giardinelli (ed. italiana).
Uno dei sei membri fondatori della Toman, capitano della seconda divisione, si presenta come un ragazzo con i capelli corti argentati tinti, ragazzo solare ma molto serio, ricopre un ruolo fondamentale nello scontro con Tajiu Shiba, presidente dei Black Dragons.
Haruki Hayashida (林田 春樹?, Hayashida Haruki)
Doppiato da: Subaru Kimura(ed. giapponese), Alessandro Fattori (ed. italiana)
Uno dei sei membri fondatori della Toman, soprannominato Pah-Chin, si presenta come un ragazzo biondo robusto con una cicatrice sulla bocca, era il capitano della terza divisione ma dopo aver accoltellato Osanai, capitano della Moebius, viene arrestato per un anno. Nel futuro, eredita la azienda immobiliare del padre e si sposa con una sua amica d'infanzia.
Kazutora Hanemiya (羽宮一虎?, Hanemiya Kazutora)
Doppiato da: Shunichi Toki (ed. giapponese), Jacopo Calatroni (ed. italiana).
Uno dei sei membri fondatori della Toman, ha i capelli neri e delle ciocche di capelli biondi tinti molto lunghi, caro amico di Baji, è proprio Kazutora ad aver ucciso Shinichiro Sano colpendolo con una tenaglia mentre stava rubando, assieme a Baji, la sua moto. Viene condannato a due anni di riformatorio, scontata la pena e ormai libero decide di entrare nella Valhalla con l'obbiettivo di uccidere Mikey.

### Altri membri della Toman
Chifuyu Matsuno (松野千冬?, Matsuno Chifuyu)
Doppiato da: Shō Karino (ed. giapponese), Vito Ventura (ed. italiana)
Chifuyu è il vice-capitano della prima divisione della Toman. Ha i capelli biondi ed è un ragazzo solare. È il migliore amico di Baji, il quale lo picchierà violentemente per entrare nella Valhalla. Durante il corso della storia diventa amico di Takemichi, il quale gli svela del suo poter viaggiare nel tempo. Nel futuro, Chifuyu ha i capelli neri ed è diventato uno dei pezzi grossi della Toman, tuttavia viene ucciso con un colpo di pistola da Tetta Kisaki.
Ryōhei Hayashi (林 良平?, Hayashi Ryōhei)
Doppiato da: Yukihiro Nozuyama(ed. giapponese), Gabriele Donolato (ed. italiana)
Ryōhei Hayashi, meglio conosciuto come Peh-Yan (ぺーやん?), è il vice-capitano della terza divisione, nonché migliore amico di Pah-chin, diventa ufficialmente capitano della terza divisione una volta che Pah viene arrestato. Nel futuro è il socio di Pah-chin nella azienda immobiliare del padre di quest'ultimo.
Nahoya Kawata (河田 ナホヤ?, Kawata Nahoya)
Doppiato da: Kengo Kawanishi (ed. giapponese), Simone Marzola (ed. italiana)
Nahoya, meglio conosciuto come Smiley (スマイリー?, Sumairī) per il suo sorriso costante sul volto, è il capitano della quarta divisione della Toman. Ha un fratello gemello più piccolo che è il suo opposto, infatti mentre Nahoya ha i capelli sul colore arancione e un costante sorriso sul volto, suo fratello ha i capelli color turchese e una costante "smorfia" di rabbia sul volto.
Souya Kawata (河田 ソウヤ?, Kawata Sōya)
Souya, meglio conosciuto come Angry (アングリー?, Angurī) per via della sua "smorfia" sul viso raffigurante la rabbia, caratteristica opposta al fratello gemello maggiore Nahoya. Durante l'arco narrativo della Tenjiku si rivela essere molto utile, in quanto piangendo diventa cento volte più forte del fratello Smiley e guadagnandosi il soprannome "Blue Ogre" e riuscendo a sconfiggere con molta facilità (nonostante degli arti rotti) i membri più forti della Tenjiku (tranne Kakucho Hitto e Izana Kurokawa). Nel futuro inoltre apre un ristorante con suo fratello.
Hakkai Shiba (柴 八戒?, Shiba Hakkai)
Doppiato da: Tasuku Hatanaka (ed. giapponese), Daniel Magni (ed. italiana)
Hakkai Shiba è il vice-capitano della seconda divisione. È un ragazzo alto con capelli e occhi color blu scuro, inoltre si possono notare due segni particolari: una cicatrice sulla bocca e una spirale sulla tempia. Più avanti nella storia, si scoprirà che ha un fratello e una sorella con cui convive. Il fratello è Taiju Shiba, il presidente della decima generazione dei Black Dragons, molto rinomato per la sua violenza e la sua tirannia.
Yuzuha Shiba (柴 柚葉?, Shiba Yuzuha)
È la sorella maggiore di Hakkai e sorella minore di Taiju Shiba.

### Altri
Tetta Kisaki (稀咲 鉄太?, Kisaki Tetta)
Doppiato da: Showtaro Morikubo (ed. giapponese), Andrea Oldani (ed. italiana)
Kisaki è il principale antagonista della serie. Riesce a scalare le vette della Tokyo Manji Gang manipolando chiunque. Seppur non molto forte nel combattimento, ha un intelletto molto sviluppato, che più avanti nella storia gli permetterà di capire che Takemichi Hanagaki può viaggiare nel tempo e di organizzare la morte di Hinata Tachibana in vari futuri.
Yasuhiro Mutō (武藤 泰宏?, Mutō Yasuhiro)
Doppiato da: Daisuke Ono (ed. giapponese), Giuseppe Russo (ed. italiana)
Yasuhiro Mutō, o meglio conosciuto come Mucho (ムーチョ?) fu il capitano della quinta divisione della Toman, e tempo addietro fu uno dei membri fondatori della Tenjiku ed Esecutivo. Mucho è un po' più alto della media e di corporatura muscolosa. Una volta dopo l'incidente del Kanto venne arrestato, ed in seguito fu ucciso dal suo sottoposto più fidato e braccio destro Sanzu Haruchiyo.
Shuji Hanma (半間 修二?, Hanma Shūji)
Doppiato da: Takuya Eguchi (ed. giapponese), Matteo De Mojana (ed. italiana)
Hanma è l'antagonista secondario della serie, nonché uomo più fidato e braccio destro di Kisaki. Hanma è un ragazzo molto alto con i capelli neri con al centro una ciocca bionda, inoltre ha due tatuaggi entrambi posti sulle mani: uno significa "Punizione" e l'altro tatuaggio "Peccato"; è anche noto per la sua straordinaria resistenza, riuscendo a non essere sconfitto con troppa facilità.
Sanzu Haruchiyo (三途 春千夜?)
Haruchiyo Sanzu, il quale vero nome è Haruchiyo Akashi (明司 春千夜?, Akashi Haruchiyo). Doppiato da Nobuhiko Okamoto, fu in passato il vice-capitano della quinta divisione, capitanata da Mucho, che Sanzu considerava come un fratello maggiore. Sanzu è un ragazzo di media corporatura con dei lunghi capelli rosa e occhi azzurri, inoltre ha due cicatrici su i lati della bocca, e infatti proprio per questo indosserà una mascherina nera su metà volto. Dopo il disbando della Toman, si unirà alla Kanto Manji Gang, gang capitanata da un Manjiro Sano mentalmente instabile, che poi un giorno diventerà la Bonten come accennato sopra.
Masataka Kiyomizu (清水将貴?, Kiyomizu Masataka) soprannominato Kiyomasa (キヨマサ?)
Doppiato da: Satoshi Hino (ed. giapponese), Matteo Zanotti (ed. italiana)
Nobutaka Osanai (長内 信高?, Osanai Nobutaka)
Doppiato da: Eiji Takeuchi (ed. giapponese), Francesco Rizzi (ed. italiana)

### Black Dragons
Fondata da Shinichiro Sano, fu la gang più grande nel Kanto per varie generazioni, finché non venne assorbita dalla Toman. Questa Gang ebbe vari leader che si sono succeduti durante le generazioni, in particolare furono 11 presidenti tra quale l'ultimo fu Takemichi Hanagaki.

### Fondatori della Black Dragons
Shinichiro Sano (佐野 真一郎?, Sano Shin'ichirō)
Doppiato da: Masaya Matsukaze (ed. giapponese), Massimo Di Benedetto (ed. italiana)
Shinichiro fu il fondatore e primo presidente della gang dei Black Dragons nonché il fratello maggiore di Mikey. Non sappiamo molto su di lui, tranne il suo aspetto fisico e la sua enorme leadership, difatti sappiamo che riunì sotto la prima generazione dei Black Dragons i delinquenti più forti e famigerati del Kanto (al momento sono stati introdotti tre membri dei Black Dragons della prima generazione, tra quali abbiamo Takeomi Akashi, Arashi Keizo, detto Benkei e Imaushi Wakasa).
Takeomi Akashi (明司 武臣?, Akashi Takeomi)
Takeomi è stato il migliore amico di Shinichiro e uno dei membri fondatori della prima generazione dei Black Dragons. Per la sua forza si guadagnò il soprannome di "Dio della Guerra". Anni dopo la sua uscita dai Black Dragons entrerà a far parte della Brahman, come suo secondo al comando.
Wakasa Imamushi (今牛 若狭?, Imaushi Wakasa)
Wakasa, o Waka, fu, negli anni passati, il leader di una delle gang più forti di tutto il Giappone, la Kodo Rengo: era sempre in competizione con Benkei e con la sua gang, la Ragnarok, finché Shinichiro Sano non li riappacificò e li riunì sotto i Black Dragons. E' soprannominato "Il Leopardo Bianco".
Arashi Keizo (荒師 慶三?, Arashi Keizō)
Arashi Keizo, o Benkei, fu, negli anni passati, il leader di una delle gang più forti di tutto il Giappone, la Ragnarok: era sempre in competizione con Waka e con la sua gang, la Kodo Rengo, finché Shinichiro Sano non li riappacificò e li riunì sotto i Black Dragons. E' soprannominato "Red Cliff".

### Altri membri dei Black Dragons
Taiju Shiba (柴 大寿?, Shiba Taijū)
Doppiato da: Tomokazu Sugita (ed. giapponese)
Taiju è il principale antagonista dell'arco narrativo dei Black Dragons il quale fu anche il decimo presidente della medesima gang. Taiju è molto alto e con un fisico molto muscoloso, difatti è il secondo personaggio più alto conosciuto finora; di solito si vede indossarlo una uniforme rossa, più lunga di quella degli altri membri, che non abbottona, facendo vedere l'addome ed accennando alcuni dei suoi tatuaggi. Taiju è molto riconosciuto per la sua brutalità, tirannia e sorprendentemente per la sua religiosità, infatti è molto credente. Verrà sconfitto definitivamente da Mikey, ma solamente dopo essere stato indebolito da Takemichi, Hakkai (suo fratello minore) Yuzuha (sua sorella minore), Mitsuya e Chifuyu. Nel futuro lo si vede gestire un ristorante e sorprendentemente accogliere Naoto e Takemichi in esso.
Hajime Kokonoi (九井 はじめ?, Kokonoi Hajime)
Doppiato da: Natsuki Hanae (ed. giapponese), Massimo Di Benedetto (ed. italiana)
Kokonoi, a volte abbreviato con solamente Koko (ココ?) fu il comandante di Taiju Shiba, presidente dei Black Dragons della decima generazione, membro della prima divisione della Tokyo Manji Gang, tesoriere della Tenjiku ed infine membro esecutivo della Bonten (nel futuro). Koko è un ragazzo di media statura, con un fisico nella norma, porta i capelli in modo molto insolito: infatti porta i capelli un po' lunghi, concentrandoli in una grande ciocca che poggia sul lato destro della faccia, mentre il lato sinistro è rasato con delle linee che formano vari rettangoli. Ha inoltre una ossessione per i soldi, che verrà spiegata più avanti nella storia, infatti a Kokonoi piaceva la sorella del suo amico Seishu Inui, Akane Inui, che era leggermente più grande di lui; sfortunatamente, un giorno la loro casa andò a fuoco ed entrambi si salvarono, ma Akane riportò delle gravissime bruciature che chiedevano un trattamento molto costoso. Così, Kokonoi per curare queste bruciature iniziò a ricavare molto denaro, in modi illegali, dapprima con piccole estorsioni per poi finire a cose molto più gravi, però Kokonoi non ce la fece in tempo che ella morì in ospedale. Nonostante ciò, la fissazione per il denaro rimase e continua a colmare il vuoto che era stato lasciato dalla morte di Akane.
Seishu Inui (乾 青宗?, Inui Seishū)
Doppiato da: Junya Enoki (ed. giapponese), Mattia Bressan (ed. italiana)
Inui, più conosciuto con il suo nomignolo Inupi (イヌピー?, Inupī) fu anche lui, assieme al suo amico Kokonoi comandante sella decima generazione del Black Dragons. Seishu è un ragazzo mediamente alto e di corporatura abbastanza normale, come tratti particolari possiamo notare una bruciatura di media dimensioni sull'emisfero sinistro della sua faccia, prendendo anche il suo occhio che è di color azzurro. Nel corso della storia stringerà due forti amicizie, che sono niente proprio di meno quelle con Kokonoi Hajime e Takemichi Hanagaki.

### La Tenjiku
La Tenjiku (天竺?) fu la gang più grande per un breve periodo; basata a Yokohama fu guidata da Izana Kurokawa. L'ordine della Tenjiku è diviso come una gerarchia; all'apice troviamo i membri fondatori ed il leader, Izana Kurokawa, dopodiché abbiamo I quattro più forti della Tenjiku, il capo generale dello staff (Kisaki Tetta) gli esecutivi e infine i membri, che sono tutti provenienti dalla generazione spietata (S-62). In seguito si aggiungono Shuji Hanma, Haruchiyo Sanzu, Hajime Kokonoi.
Izana Kurokawa (黒川 イザナ?, Kurokawa Izana)
Doppiato da: Nobunaga Shimazaki (ed. giapponese)
Izana fu l'ottavo presidente dei Black Dragons e il leader della Tenjiku, nonché l'antagonista principale durante l'omonimo arco narrativo. Izana fu un ragazzo non troppo alto, con un fisico normale, si possono distinguere i suoi capelli che tendono su un biondo abbastanza 'sbiancato' infatti possono sembrare a primo impatto completamente bianchi ed i suoi enormi occhi di colore viola. Izana è il fratello adottivo di Shinichiro, Emma e Manjiro Sano e nutre un'enorme gelosia nei confronti di quest'ultimo al punto tale da volere la sua morte; ciò è nato da un particolare evento che lo ha segnato: Izana e Shinichiro erano un duo quasi inseparabile, Izana reputava Shinichiro come un fratello maggiore, e Shinichiro voleva altrettanto bene ad Izana. Un giorno come regalo, Shinichiro gli diede le redini dei Black Dragons facendolo diventare l'ottavo presidente della medesima gang, ad condizione però, che passasse poi il comando al fratello minore di Shinichiro, ovvero Manjiro. Izana iniziò a covare un sentimento di odio molto forte dovuto alla gelosia. Prima di conoscere Shinichiro, Izana passò una parte della sua vita in riformatorio per aver pestato dei ragazzi in modo cruento. Lì fondò la generazione spietata s-62 insieme a Mocchi, Mucho, Shion e i fratelli Haitani per poi ritrovarsi nella Tenjiku.
All'età di 8 anni venne abbandonato in un orfanotrofio e qui fa la conoscenza di Kakucho, con cui stringerà una forte amicizia e si creerà un forte affetto che durerà nel tempo fino alla morte di Izana, avvenuta mentre tentava di proteggere Kakucho da dei colpi di pistola sparati da Kisaki Tetta. Tramite flashback si scoprirà anche che Kakucho ed Izana pensarono già da bambini alla creazione della Tenjiku, basandosi sul mito asiatico "Viaggio in Occidente".
Kakucho (鶴蝶?, Kakuchō)
Doppiato da: Seiichiro Yamashita (ed. giapponese)
Kakucho fu uno dei fondatori della Tenjiku, e il braccio destro di Izana, anni dopo la disfatta della Tenjiku si unisce alla Rokuhara Tandai, per poi unirsi alla Bonten e diventandone uno dei membri di maggior rilievo. Kakucho è un ragazzo più o meno alto e abbastanza muscoloso, porta i capelli rasati con una cicatrice che gli passa sull'occhio, rendendolo bianco, mentre da grande porta i capelli più lunghi. Da bambino era un caro amico di Takemichi, per poi finire in orfanotrofio dopo la morte dei genitori e fare la conoscenza di Izana Kurokawa, con il quale più avanti fonderà la Tenjiku.
Ran Haitani (灰谷 蘭?, Haitani Ran)
Doppiato da: Daisuke Namikawa (ed. giapponese)
Rindo Haitani (灰谷 竜胆?, Haitani Rindō)
Doppiato da: Hiro Shimono (ed. giapponese)
Shion Madarame (斑目 獅音?, Madarame Shion)
Doppiato da: Koki Uchiyama (ed. giapponese)
Kanji Mochizuki (望月 莞爾?, Mochizuki Kanji)
Doppiato da: Tetsu Inada (ed. giapponese)

## Media

### Manga
Il manga, scritto e illustrato da Ken Wakui, viene serializzato dal 1º marzo 2017 sulla rivista Weekly Shōnen Magazine edita da Kōdansha. La serie è entrata nell'arco finale il 19 ottobre 2022 e si concluderà il 16 novembre seguente. I capitoli sono stati raccolti in 31 volumi tankōbon pubblicati dal 1º maggio 2017 al 17 gennaio 2023.
In Italia la serie è stata pubblicata da Edizioni BD sotto l'etichetta J-Pop dal 3 febbraio 2021 al 29 novembre 2023.

#### Volumi
I titoli dei singoli capitoli sono in lingua inglese sia nell'edizione originale giapponese che in quella italiana.
| 1  | 1º maggio 2017 | ISBN 978-4-06-395938-3 | 3 febbraio 2021   | ISBN 978-88-349-1543-1 |
| 1  | Capitoli - 1. Reborn - 2. Resist - 3. Resolve - 4. Relieve - 5. Revolve |                        |                   |                        |
| 2  | 14 luglio 2017 | ISBN 978-4-06-510033-2 | 3 febbraio 2021   | ISBN 978-88-349-0495-4 |
| 2  | Capitoli - 6. Return - 7. Rejoin - 8. Reseparate - 9. Releap - 10. Reply - 11. Reburn - 12. Remind - Extra. Zero - 13. Regret - 14. Resort |                        |                   |                        |
| 3  | 15 settembre 2017 | ISBN 978-4-06-510188-9 | 24 marzo 2021     | ISBN 978-88-349-0552-4 |
| 3  | Capitoli - 15. Revive - 16. Reignition - 17. Redivide - 18. Rechange - 19. Restart - 20. Reinspire - 21. Revolt - 22. Reconflict - 23. Reseek |                        |                   |                        |
| 4  | 17 novembre 2017 | ISBN 978-4-06-510394-4 | 12 maggio 2021    | ISBN 978-88-349-0630-9 |
| 4  | Capitoli - 24. Revoke - 25. Rerise - 26. Realize - 27. Regain - 28. Reel - 29. Respect - 30. Recept - 31. Recognize - 32. Rebuild - 33. Revenge |                        |                   |                        |
| 5  | 16 febbraio 2018 | ISBN 978-4-06-510969-4 | 14 luglio 2021    | ISBN 978-88-349-0690-3 |
| 5  | Capitoli - 34. Darkest Hour - 35. Odds and Ends - 36. Anyone's guess - 37. Enter the stage - 38. Break up - 39. My buddy - 40. No pain, no gain - 41. Double cross - 42. Once upon a time                                                                          |                        |                   |                        |
| 6  | 17 aprile 2018 | ISBN 978-4-06-511206-9 | 25 agosto 2021    | ISBN 978-88-349-0732-0 |
| 6  | Capitoli - 43. In Those Days - 44. Screw Up - 45. Take Out On - 46. Made Up My Mind - 47. Level With - 48. No Way - 49. Grow Apart - 50. Before Dawn - 51. Open Fire                                                                                               |                        |                   |                        |
| 7  | 15 giugno 2018 | ISBN 978-4-06-511620-3 | 6 ottobre 2021    | ISBN 978-88-349-0759-7 |
| 7  | Capitoli - 52. Never Fear, I'm Here - 53. Turn Around - 54. Below The Belt - 55. No Match For - 56. The One - 57. Look Up For - 58. Dead Or Alive - 59. Get Mad - 60. One And Only                                                                                 |                        |                   |                        |
| 8  | 14 settembre 2018 | ISBN 978-4-06-512238-9 | 27 ottobre 2021   | ISBN 978-88-349-0782-5 |
| 8  | Capitoli - 61. In Tears - 62. Last Wishes - 63. One For All - 64. End Of War - 65. My Fam - 66. Have An Affair - 67. Man-Crush - 68. Sunday Best - 69. Big Moment - 70. Tide Turns                                                                                 |                        |                   |                        |
| 9  | 16 novembre 2018 | ISBN 978-4-06-513248-7 | 24 novembre 2021  | ISBN 978-88-349-0824-2 |
| 9  | Capitoli - 71. Same Old Same Old - 72. An Old Tale - 73. A Crybaby - 74. Get Back - 75. Let One Down - 76. It is What it is - 77. Gotta Go - 78. Hey, Pal - 79. Fuck Off                                                                                           |                        |                   |                        |
| 10 | 17 gennaio 2019 | ISBN 978-4-06-513874-8 | 22 dicembre 2021  | ISBN 978-88-349-0869-3 |
| 10 | Capitoli - 80. Thicker Than Water - 81. Stand Alone - 82. Own Up - 83. Big Brother - 84. Run Errands - 85. Family Bonds - 86. Be Serious About - 87. Strange Bedfellows - 88. Just Gotta Do                                                                        |                        |                   |                        |
| 11 | 15 marzo 2019 | ISBN 978-4-06-514445-9 | 26 gennaio 2022   | ISBN 978-88-349-0894-5 |
| 11 | Capitoli - 89. How You Met - 90. Christmas Eve - 91. Miss You - 92. Whip Up Morale - 93. Keep One's Vow - 94. Scaredy-Cat - 95. The Ordeal from God - 96. Always Here for You - 97. Sibling Rivalry                                                                |                        |                   |                        |
| 12 | 17 giugno 2019 | ISBN 978-4-06-515086-3 | 23 febbraio 2022  | ISBN 978-88-349-0925-6 |
| 12 | Capitoli - 98. Strive Together - 99. A Verbal Shot - 100. Hundreds of Times - 101. Keep Mum - 102. Salute Someone - 103. Mother Figure - 104. Christmas Night - 105. No One Can Match - 106. Dawning of a New Era - 107. Tight-Knit                                |                        |                   |                        |
| 13 | 16 agosto 2019 | ISBN 978-4-06-515697-1 | 23 marzo 2022     | ISBN 978-88-349-0950-8 |
| 13 | Capitoli - 108. The Light of My Life - 109. Not Apt to Give any Way - 110. Best Wisnes - 111. Season Opener - 112. You're Fired - 113. You Have my Word - 114. On my Way Home - 115. Turn Over a New Leaf - 116. Far from Home                                     |                        |                   |                        |
| 14 | 17 ottobre 2019 | ISBN 978-4-06-517159-2 | 28 aprile 2022    | ISBN 978-88-349-0989-8 |
| 14 | Capitoli - 117. Last Order - 118. Life Comes and Goes - 119. Too Late to Be Sorry - 120. Can Take it - 121. Last but not Least - 122. Twin to Dragon - 123. You're not my Type - 124. When it Rains, it Pours - 125. Brother in Arms                               |                        |                   |                        |
| 15 | 17 dicembre 2019 | ISBN 978-4-06-517549-1 | 25 maggio 2022    | ISBN 978-88-349-1024-5 |
| 15 | Capitoli - 126. Two Peas in a Pod - 127. Be Fuzzy - 128. Gang of Four - 129. The Longest Day - 130. Pep Party - 131. Rest in Peace - 132. The Big Baddy - 133. Sell Out - 134. Mortal Enemy                                                                        |                        |                   |                        |
| 16 | 17 marzo 2020 | ISBN 978-4-06-518167-6 | 29 giugno 2022    | ISBN 978-88-349-1055-9 |
| 16 | Capitoli - 135. Even I Can - 136. My Lot in Life - 137. Run Out of Patience - 138. Stick Together - 139. Make an Exception - 140. Back Stab - 141. Lay Out A Plan - 142. Family Tree - 143. Come Back to Life                                                      |                        |                   |                        |
| 17 | 15 maggio 2020 | ISBN 978-4-06-518851-4 | 27 luglio 2022    | ISBN 978-88-349-1082-5 |
| 17 | Capitoli - 144. Big Hearted - 145. Go-to Guy - 146. A Bad Hunch - 147. The Root of all Evil - 148. Don't Freak Out - 149. Arch Villan - 150. Damn It - 151. Just Do It - 152. Rise Against                                                                         |                        |                   |                        |
| 18 | 15 luglio 2020 | ISBN 978-4-06-520106-0 | 31 agosto 2022    | ISBN 978-88-349-1112-9 |
| 18 | Capitoli - 153. Nocte King - 154. Be In The Van - 155. Turn the Tide - 156. A Den of Iniquity - 157. Money Monger - 158. Untamed Heart - 159. I Know In My Head - 160. Stand No Chance - 161. The Baby of the Family                                               |                        |                   |                        |
| 19 | 17 settembre 2020 | ISBN 978-4-06-520598-3 | 28 settembre 2022 | ISBN 978-88-349-1117-4 |
| 19 | Capitoli - 162. The blue ogre - 163. Awake my potential - 164. Head the list - 165. Things change, but not at all - 166. Brave heart - 167. Who wouldn't - 168. Headliner - 169. The home front - 170. Homecoming                                                  |                        |                   |                        |
| 20 | 17 dicembre 2020 | ISBN 978-4-06-521482-4 | 9 novembre 2022   | ISBN 978-88-349-1149-5 |
| 20 | Capitoli - 171. Showdown at the Summit - 172. Lose Your Touch - 173. The one and only - 174. Nothing is left - 175. Admonitions are not sweet - 176. What was been left - 177. Déracinée - 178. Paradise lost - 179. End the standoff                              |                        |                   |                        |
| 21 | 17 febbraio 2021 | ISBN 978-4-06-522067-2 | 30 novembre 2022  | ISBN 978-88-349-1218-8 |
| 21 | Capitoli - 180. Run after - 181. Take a Vow - 182. A Present to The Mind - 183. Lay The Plan - 184. Wind Something Up - 185. Meet his Fate - 186. It's Been Real - 187. Way to Go - 188. The lion of the day                                                       |                        |                   |                        |
| 22 | 16 aprile 2021 | ISBN 978-4-06-522883-8 | 21 dicembre 2022  | ISBN 978-88-349-1850-0 |
| 22 | Capitoli - 189. Break up - 190. Until next time - 191. Be the world to me - 192. Just be close at hand - 193. Feel Great - 194. The Keepsake - 195. Lingering Scent - 196. Can Say That Again - 197. Be Left Behind The Times                                      |                        |                   |                        |
| 23 | 16 luglio 2021 | ISBN 978-4-06-524028-1 | 8 febbraio 2023   | ISBN 978-88-349-1851-7 |
| 23 | Capitoli - 198. Lose Myself in Memory - 199. Sincerely Yours - 200. Crack a Smile - 201. What's Up - 202. Get away - 203. Don't give a damn - 204. Give me a hand - 205. The picaresque - 206. Let you down                                                        |                        |                   |                        |
| 24 | 17 settembre 2021 | ISBN 978-4-06-524839-3 | 1º marzo 2023     | ISBN 978-88-349-1852-4 |
| 24 | Capitoli - 207. The final act - 208. Turbulent period - 209. Get a grip - 210. Face the music - 211. The law of the jungle - 212. Battle of the titans - 213. Living legends - 214. The engine fired - 215. After a storm comes calm                               |                        |                   |                        |
| 25 | 17 dicembre 2021 | ISBN 978-4-06-526284-9 | 29 marzo 2023     | ISBN 978-88-349-1963-7 |
| 25 | Capitoli - 216. Shows her color - 217. Have never seen anything like it - 218. Queen it over - 219. A sense of foreboding - 220. Bull's eye - 221. Ups and downs of his fate - 222. Give back - 223. Good old days - 224. Cutthroat                                |                        |                   |                        |
| 26 | 17 febbraio 2022 | ISBN 978-4-06-526893-3 | 3 maggio 2023     | ISBN 978-88-349-1964-4 |
| 26 | Capitoli - 225. Free-for-all - 226. Dynamic duo - 227. Gangster - 228. Beat hell out of - 229. Go easy on - 230. Get stuck-up - 231. Blood-chilling - 232. It takes two to tango - 233. Better late than never                                                     |                        |                   |                        |
| 27 | 15 aprile 2022 | ISBN 978-4-06-527526-9 | 31 maggio 2023    | ISBN 978-88-349-2066-4 |
| 27 | Capitoli - 234. There is no mending - 235. Just be yourself - 236. Band of brothers - 237. Make allies - 238. Really into it - 239. Steel the show - 240. Go into retirement - 241. A forced smile - 242. Inherit the crown                                        |                        |                   |                        |
| 28 | 17 giugno 2022 | ISBN 978-4-06-528178-9 | 28 giugno 2023    | ISBN 978-88-349-2099-2 |
| 28 | Capitoli - 243. Wide array of - 244. The showdown battle - 245. Grow up to - 246. Giant Killing - 247. Hey dude - 248. Long time no see - 249. Good chemistry - 250. Turn the table - 251. Get out of hand                                                         |                        |                   |                        |
| 29 | 17 agosto 2022 | ISBN 978-4-06-528657-9 | 30 agosto 2023    | ISBN 978-88-349-2238-5 |
| 29 | Capitoli - 252. Bring back - 253. The worst is come - 254. Train wreck - 255. Holy cow! - 256. Behind the scenes - 257. Tipping point - 258. Strange bedfellows - 259. Like a something demoniac - 260. Squaring off against                                       |                        |                   |                        |
| 30 | 17 novembre 2022 | ISBN 978-4-06-529637-0 | 27 settembre 2023 | ISBN 978-88-349-2239-2 |
| 30 | Capitoli - 261. Opposite sides of the same coin - 262. To rout and ravages - 263. Be strong - 264. Not only the force but also... - 265. Stand by me - 266. Make vision a reality - 267. To signal a counterattack - 268. Another such - 269. All things must pass |                        |                   |                        |
| 31 | 17 gennaio 2023 | ISBN 978-4-06-530344-3 | 29 novembre 2023  | ISBN 978-88-349-1325-3 |
| 31 | Capitoli - 270. Worth my while - 271. Empty wish - 272. Over again - 273. Carry on - 274. No holding back - 275. Cold hearted - 276. Get over - 277. At last - 278. Revengers                                                                                      |                        |                   |                        |

### Anime
Nel giugno 2020 è stato annunciato che la serie avrebbe ricevuto un adattamento anime. La serie, composta da 24 episodi, è prodotta dallo studio Liden Films e diretta da Koichi Hatsumi. La sceneggiatura è curata da Yasuyuki Mutō, il character design è di Keiko Ōta, la direzione del suono è di Satoki Iida mentre la colonna sonora è composta da Hiroaki Tsutsumi. L'anime è stato trasmesso in Giappone dall'11 aprile al 19 settembre 2021 su MBS e altre reti affiliate. La sigla d'apertura è Cry Baby degli Official Hige Dandism mentre quelle di chiusura sono rispettivamente Koko de iki o shite (ここで息をして?) di Eill (ep. 1-12) e Tokyo Wonder di Nakimushi (ep. 13-25). I diritti della serie al di fuori dell'Asia sono stati acquistati da Crunchyroll, che l'ha pubblicata in simulcast sottotitolata in vari Paesi del mondo, tra cui l'Italia. Il 24 settembre 2022 Crunchyroll ha annunciato l'arrivo del doppiaggio italiano della serie, il quale viene pubblicato dal 17 ottobre successivo.
Una serie di cortometraggi anime prodotti da Studio Puyukai che presenta le versioni chibi dei personaggi, intitolata ChibiReve (ちびりべ?), è stata pubblicata su YouTube dal 12 aprile al 20 settembre 2021.
Il 18 dicembre 2021 è stato annunciato che l'anime riceverà una seconda stagione che adatterà l'arco narrativo della resa dei conti di Natale. La seconda stagione è stata trasmessa dal 7 gennaio al 1º aprile 2023. I diritti di distribuzione della seconda stagione al di fuori dell'Asia sono stati acquistati da Disney+ che l'ha pubblicata in tutto il mondo (eccetto negli USA dove è stata distribuita su Hulu), Italia compresa, con un episodio a cadenza settimanale, in contemporanea con il Giappone.
Il 1º aprile 2023 è stata annunciata la terza stagione che va ad adattare l'arco narrativo di Tenjiku. È stata trasmessa dal 3 ottobre al 26 dicembre 2023. La sigla finale Say My Name è cantata da Hey-Smith. In maniera analoga alla seconda stagione, i diritti di distribuzione al di fuori dell'Asia sono stati acquistati da Disney+ che la pubblica in tutto il mondo, fatta eccezione per gli USA, in contemporanea con il Giappone. Su Disney+ la terza stagione è incorporata nella seconda stagione.
Nel giugno 2024 è stata annunciata una mini serie, intitolata Dōwa Revengers (童話リベンジャーズ?, Dōwa Ribenjāzu), che vedrà i personaggi della serie interpretare alcune fiabe, e il primo episodio è basato su Momotarō.

#### Episodi

##### Prima stagione
| Nº | Titolo originale | Prima TV in giapponese | Pubblicazione in italiano |
| -- | ---------------- | ---------------------- | ------------------------- |
| 1  | Reborn           | 11 aprile 2021         | 17 ottobre 2022           |
| 2  | Resist           | 18 aprile 2021         | 24 ottobre 2022           |
| 3  | Resolve          | 25 aprile 2021         | 31 ottobre 2022           |
| 4  | Return           | 2 maggio 2021          | 7 novembre 2022           |
| 5  | Releap           | 9 maggio 2021          | 14 novembre 2022          |
| 6  | Regret           | 16 maggio 2021         | 21 novembre 2022          |
| 7  | Revive           | 23 maggio 2021         | 28 novembre 2022          |
| 8  | Rechange         | 30 maggio 2021         | 5 dicembre 2022           |
| 9  | Revolt           | 6 giugno 2021          | 12 dicembre 2022          |
| 10 | Rerise           | 13 giugno 2021         | 19 dicembre 2022          |
| 11 | Respect          | 20 giugno 2021         | 26 dicembre 2022          |
| 12 | Revenge          | 27 giugno 2021         | 2 gennaio 2023            |
| 13 | Odds and Ends    | 4 luglio 2021          | 9 gennaio 2023            |
| 14 | Break up         | 11 luglio 2021         | 16 gennaio 2023           |
| 15 | No Pain, no Gain | 18 luglio 2021         | 23 gennaio 2023           |
| 16 | Once Upon a Time | 25 luglio 2021         | 30 gennaio 2023           |
| 17 | No Way           | 1º agosto 2021         | 6 febbraio 2023           |
| 18 | Open Fire        | 8 agosto 2021          | 13 febbraio 2023          |
| 19 | Turn around      | 15 agosto 2021         | 20 febbraio 2023          |
| 20 | Dead or Alive    | 22 agosto 2021         | 27 febbraio 2023          |
| 21 | One and only     | 29 agosto 2021         | 6 marzo 2023              |
| 22 | One for all      | 5 settembre 2021       | 13 marzo 2023             |
| 23 | End of War       | 12 settembre 2021      | 20 marzo 2023             |
| 24 | A Cry baby       | 19 settembre 2021      | 27 marzo 2023             |

##### Seconda stagione
| Nº | Titolo originale        | Titolo italiano         | Prima TV in giapponese | Pubblicazione in italiano |
| -- | ----------------------- | ----------------------- | ---------------------- | ------------------------- |
| 1  | It is what it is        | È quel che è            | 7 gennaio 2023         | -                         |
| 2  | Gotta go                | Devo andare             | 14 gennaio 2023        | -                         |
| 3  | Stand alone             | Solitaria               | 21 gennaio 2023        | -                         |
| 4  | Family bonds            | Legami familiari        | 28 gennaio 2023        | -                         |
| 5  | Christmas Eve           | Christmas Eve           | 4 febbraio 2023        | -                         |
| 6  | Whip up morale          | Su col morale           | 11 febbraio 2023       | -                         |
| 7  | Sibling rivalry         | Scontro in famiglia     | 18 febbraio 2023       | -                         |
| 8  | Strive together         | Lottare insieme         | 25 febbraio 2023       | -                         |
| 9  | Dawning of a new era    | L'alba di una nuova era | 4 marzo 2023           | -                         |
| 10 | The light of my life    | La luce della mia vita  | 11 marzo 2023          | -                         |
| 11 | On my way home          | Sulla via di casa       | 18 marzo 2023          | -                         |
| 12 | Last order              | L'ultimo ordine         | 25 marzo 2023          | -                         |
| 13 | When it rains, it pours | Quando piove, diluvia   | 1º aprile 2023         | -                         |

##### Terza stagione
| Nº | Titolo originale    | Titolo italiano      | Prima TV in giapponese | Pubblicazione in italiano |
| -- | ------------------- | -------------------- | ---------------------- | ------------------------- |
| 1  | The longest day     | Il giorno più lungo  | 3 ottobre 2023         | -                         |
| 2  | Mortal enemy        | Nemico mortale       | 10 ottobre 2023        | -                         |
| 3  | Run out of patience | La pazienza è finita | 17 ottobre 2023        | -                         |
| 4  | Come back to life   | Tornare a vivere     | 24 ottobre 2023        | -                         |
| 5  | A bad hunch         | A bad hunch          | 31 ottobre 2023        | -                         |
| 6  | Rise against        | Rise against         | 7 novembre 2023        | -                         |
| 7  | Turn the tide       | Turn the tide        | 14 novembre 2023       | -                         |
| 8  | I know in my head   | I know in my head    | 21 novembre 2023       | -                         |
| 9  | The blue ogre       | The blue ogre        | 28 novembre 2023       | -                         |
| 10 | Brave heart         | Brave heart          | 5 dicembre 2023        | -                         |
| 11 | Nothing is left     | Nothing is left      | 12 dicembre 2023       | -                         |
| 12 | Paradise lost       | Paradise lost        | 19 dicembre 2023       | -                         |
| 13 | Meet his fate       | Meet his fate        | 26 dicembre 2023       | -                         |

### Live action

Logo del live action

Un adattamento cinematografico live action è stato annunciato nel febbraio 2020. Il film è diretto da Tsutomu Hanabusa, con la sceneggiatura di Izumi Takahashi e le musiche composte da Yutaka Yamada. Il cast di attori include Takumi Kitamura, Yūki Yamada, Yosuke Sugino, Nobuyuki Suzuki, Hayato Isomura, Shotaro Mamiya, Ryō Yoshizawa e Mio Imada. La sigla è Namae wo yobu yo (名前を呼ぶよ?) dei Super Beaver. Nell'aprile 2020 è stato annunciato che la troupe del film ha interrotto le riprese a causa della pandemia di COVID-19. Il lungometraggio doveva originariamente uscire in Giappone il 9 ottobre 2020, ma nel giugno 2020 è stato posticipato a causa del COVID-19. Nel marzo 2021 è stato annunciato che il film sarebbe stato proiettato il 9 luglio 2021. Un sequel è stato annunciato nel luglio 2022 ed è uscito nel 2023.

### Teatro
Un adattamento teatrale prodotto da Office Endless è andato in scena dal 6 al 22 agosto 2021 a Tokyo, Osaka e Kanagawa. Lo spettacolo è diretto da Naohiro Ise. La sigla è Hero dei Sir Vanity, una band pop rock guidata dai doppiatori Yūichiro Umehara e Yoshiki Nakajima.
Una seconda rappresentazione teatrale, intitolata Tokyo Revengers: Bloody Halloween, si è svolta dal 18 al 21 marzo 2022 a Osaka e dal 25 marzo al 5 aprile dello stesso anno a Tokyo. La sigla è Will dei Sir Vanity.

## Accoglienza

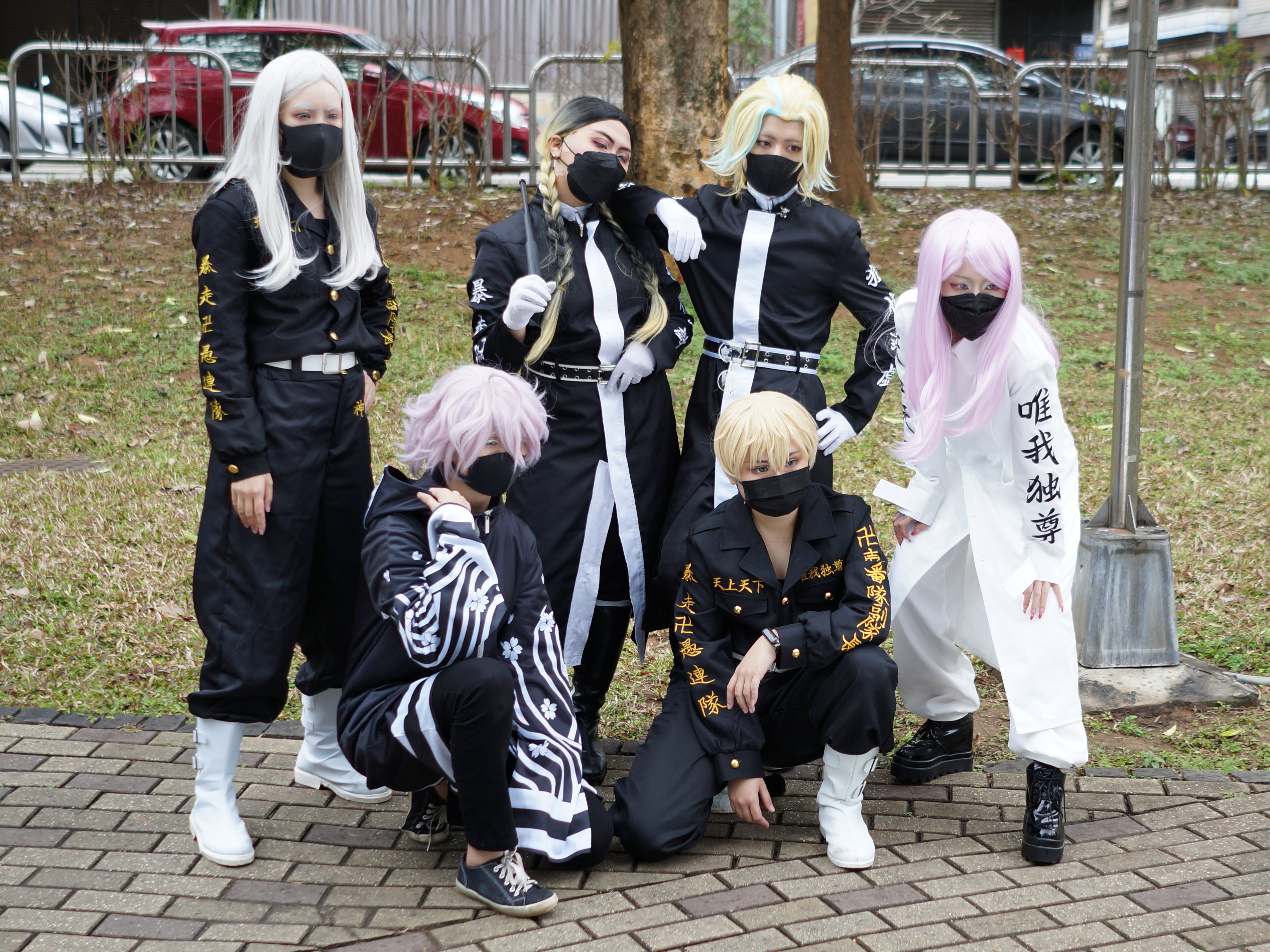
Cosplay di vari personaggi della serie

La serie aveva oltre 30 milioni di copie in circolazione a febbraio 2020 e 17 milioni dal maggio 2021, aumentate a 20 nel giugno dello stesso anno. A dicembre 2022, Tokyo Revengers ha venduto più di 70 milioni di copie a livello globale, 5 delle quali nel primo semestre del 2021, in cui è diventato il terzo manga più venduto dietro a Demon Slayer - Kimetsu no yaiba e Jujutsu Kaisen - Sorcery Fight. Con 24,9 milioni di copie vendute, è stato il terzo manga più venduto del 2021.